# Chris Wallace
Christopher W. Wallace (sinh ngày 12 tháng 10 năm 1947) là một người dẫn chương trình truyền hình, nhà báo người Mỹ, người dẫn tin tức của chương trình Fox News Fox News Sunday. Wallace được biết đến với những cuộc phỏng vấn khó và có phạm vi rộng, mà ông thường được so sánh với cha mình, nhà báo nổi tiếng 60 Minutes Mike Wallace. Khi còn là một thiếu niên, Wallace đã trở thành trợ lý của Walter Cronkite trong Hội nghị quốc gia Đảng Cộng hòa năm 1964.

## Tiểu sử
Chris Wallace sinh ra ở Chicago, Illinois, là con của nhà báo huyền thoại  CBS 60 Minutes Mike Wallace và nhà sản xuất kiêm biên tập viên Norma Kaphan. Wallace là người Mỹ gốc Do Thái; cả bố và mẹ ông đều là người Do Thái. Tên ông là Christopher vì ông sinh vào ngày Columbus. Cha mẹ ly hôn khi ông mới một tuổi. Wallace sống với mẹ và cha dượng Bill Leonard, chủ tịch CBS News năm 1979 - 1982. Đến năm 14 tuổi, Wallace mới tiếp xúc nhiều với cha ruột.
Sau khi theo học tại Đại học Harvard, ông được nhận vào Trường luật Yale nhưng quyết định làm việc cho Boston Globe. Ông tiếp tục làm việc tại WBBM-TV, chi nhánh của CBS ở Chicago, trước khi chuyển sang WNBC ở New York vào năm 1975.
Sau đó, ông chuyển sang làm việc cho văn phòng Washington của NBC và dẫn chương trình "Meet the Press". Ông chuyển sang đài ABC vào năm 1989 trước khi làm việc cho Fox.